# Alicia (album)
Alicia è il settimo album in studio della cantautrice statunitense Alicia Keys, pubblicato il 18 settembre 2020 dalla RCA Records. Il progetto ha vinto il Grammy Award come Best immersive audio album ( miglior album audio immersivo).
Il progetto discografico presenta la collaborazione A Beautiful Noise con la cantautrice statunitense Brandi Carlile, candidata ai Grammy Awards 2022 nella categoria alla canzone dell'anno.

## Descrizione
Musicalmente l'album si scosta dal precedente progetto discografico Here (2016) recuperando lo stile di Girl on Fire  (2012). Difatti l'album presenta come genere protagonista il contemporary R&B, sebbene una sezione dei brani centrali dell'album sostituisca il pianoforte alla chitarra acustica in uno stile più libero del neo soul. Vi sono inoltre accenni al country, musica caraibica, folk e pop. Helen Brown di The Independent dice che trasmette melodie soul «attraverso alcuni suoni più strani, certamente più eclettici di quanto non abbia mai provato prima».
Per i temi affrontati Alicia continua nel filone socialmente consapevole di Here, con narrazioni personali che creano connessioni sociopolitiche tra la visione che la narratrice ha di se stessa e il mondo che la circonda. Keys afferma che l'album riflette diverse dimensioni del suo rapporto con le persone nel loro insieme e che scriverlo ha incoraggiato una maggiore introspezione: «Non mi sono mai resa conto di quanto dipendessi da una sola parte; [...] Quanto avessi nascosto le parti che esprimevano rabbia, sensualità o vulnerabilità».
Tra gli argomenti trattati è forte il tema legato ai movimenti del Black Lives Matter, proposti dalla cantante tramite il racconto di una madre in lutto per la perdita del proprio figlio, e rispetto alla pandemia di COVID-19 del 2019-2021, elogiando i lavoratori di tutti i giorni che affrontano le difficoltà. L'atmosfera dell'album esprime in generale il desiderio di libertà del singolo, di potersi esprimere nella società senza essere giudicato, una lotta da persistere e rispettare.
L'album vede la collaborazione di numerosi artisti sia nella composizione dei brani, come Ed Sheeran, James Napier, Ryan Tedder, che nella partecipazione vocale, tra cui Khalid, Miguel, Jill Scott, Sampha e Tierra Whack.

## Promozione
Il 17 settembre 2019 pubblica il duetto Show Me Love con il cantautore Miguel, esibendosi nei giorni successivi all'iHeartRadio Music Festival. A dicembre 2019 in esclusiva per Billboard annuncia la pubblicazione del suo settimo album in studio dal titolo ALICIA.
A gennaio 2020 la cantautrice pubblica il secondo singolo Underdog, promosso dall'esibizione ai Grammy Awards di cui è inoltre presentatrice per il secondo anno. Nello stesso periodo pubblica sui suoi profili social la cover dell'album e confermata la data di uscita, prevista per il 20 marzo 2020. La data verrà poi posticipata a causa della Pandemia di COVID-19 del 2019-2021 al 18 settembre 2020.
Nel giugno 2020 si esibisce ai BET Awards con due brani estratti dall'album: Good Job e Perfect Way to Die. Il primo brano viene scelto per elogiare il personale medico e sanitario in prima linea per la pandemia e il secondo per sostenere il movimento Black Lives Matter.
Dopo la pubblicazione del terzo singolo in collaborazione con Khalid, So Done, avvenuta il 15 agosto 2020, si esibisce con il brano Love Looks Better al NFL Network Concert nella stessa settimana di pubblicazione dell'album a settembre 2020.

## Accoglienza
| Recensione           | Giudizio |
| -------------------- | -------- |
| AllMusic             |          |
| The Arts Desk        |          |
| The Clash            |          |
| The Guardian         |          |
| The Independent      |          |
| The Line of Best Fit | 8,5/10   |
| NME                  |          |
| Rolling Stone        |          |
| Slant Magazine       |          |
| The Times            |          |

L'album ha ricevuto recensioni prevalentemente positive dalla critica musicale, ottenendo su Metacritic un punteggio di 77 su 100 basato su 12 recensioni. In occasione della recensione per NME nel settembre 2020, Nick Levine è rimasto impressionato dalla coesione musicale e dall'abilità che si cela dietro le ballate di Keys, che, secondo lui, emanano un'energia positiva e un impegno politico empatico. A.D. Amorosi di Variety afferma che la carriera della Keys si esprime come «un inno R&B spesso audace ma altrettanto spesso insipido». Al contempo l'album Alicia risulta essere il suo migliore album dove la cantautrice si spinge oltre la sua immaginazione e capacità vocale.
Il critico musicale Will Hodgkinson, in una recensione per The Times, ha dichiarato che il progetto musicale accompagna «canzoni in chiave moderna da R&B regale» e ha accolto con favore il ritorno di Keys alle sonorità sofisticate del suo primo album, Songs in A Minor (2001). Il New York Times intitola l'album come un progetto che «Offre parole di consolazione». Nella recensione viene notato che «L'album rivela anche dubbi, recriminazioni e rimpianti accanto alla musicalità intatta della Keys; [...] l'album arriva sulla scia del suo libro di memorie, More Myself, pubblicato a marzo. Nel suo libro, Keys si descrive come un'artista la cui determinazione a fare la propria strada ha significato il superamento del suo istinto di piacere agli altri: una sorella maggiore benevola e una madre con una coscienza sociale». In Rolling Stone, Jon Dolan l'ha considerata tra i dischi musicalmente più coinvolgenti della cantautrice e ha citato il suo punto forte per affrontare ballate come Perfect Way to Die e Good Job. Il critico scrive infatti che «La generosità temperata con umiltà è uno sguardo raro e gradito; [...] Ci vuole la conoscenza di sé, la cura per gli altri, la verità attraverso lo sguardo di chi conosce l'amore, per compiere questo passo».
Il recensore di AllMusic, Andy Kellman, ha trovato la cantautrice «con alcune delle sue potenzialità vocali più sfumate», ma è rimasto meno impressionato dal materiale, il migliore dei quali era già stato pubblicato come singolo in precedenza. Esprime infatti il progetto come «il lavoro più moderato della Keys, apparentemente con l'obiettivo di attrarre il maggior numero possibile di ascoltatori».

## Tracce
1. Truth Without Love – 2:34 (Alicia Keys, Khirye Taylor, Damien Romel, Farmer III, Justus West, Swizz Beats)
2. Time Machine – 4:30 (Alicia Keys, Sebastian Kole, Rob Knox)
3. Authors of Forever – 3:37 (Alicia Keys, Johnny McDaid, Jonny Coffer)
4. Wasted Energy (feat. Diamond Platnumz) – 4:19 (Alicia Keys, P2J, Ari Pen, Smith, Kali McLoughlin, J. Warner)
5. Underdog – 3:24 (Alicia Keys, Ed Sheeran, Foy Vance, Amy Wadge, Johnny McDaid, Jonny Coffer)
6. 3 Hour Drive (feat. Sampha) – 4:01 (Alicia Keys, James Napier,  Sampha Lahai Sisay)
7. Me x 7 (feat. Tierra Whack) – 3:32 (Alicia Keys, Sick Pen, Patrick Postlewait, Pierre Medor, Tierra Whack, Samuel Thomas)
8. Show Me Love (feat. Miguel) – 3:08 (Alicia Keys, Daystar Peterson, Miguel Pimentel, Morgan Matthews)
9. So Done (feat. Khalid) – 3:54 (Alicia Keys, Robinson, Ludwig Göransson)
10. Gramercy Park – 3:12 (Alicia Keys, James Napier, Sam Roman)
11. Love Looks Better – 3:23 (Alicia Keys, Larrance Dopson, Ryan Tedder, Noel Zancanella)
12. You Save Me (feat. Snoh Aalegra) – 3:41 (Alicia Keys, Snoh Aalegra)
13. Jill Scott (feat. Jill Scott) – 4:05 (Alicia Keys, Jill Scott, Thomas Scott)
14. Perfect Way to Die – 3:31 (Alicia Keys, Sebastian Kole)
15. Good Job – 3:53 (Alicia Keys, Terius Nash, Kasseem Dean, Swizz Beatz)

Traccia bonus nell'edizione digitale e streaming
1. A Beautiful Noise (feat. Brandi Carlile) – 3:19 (Alicia Keys, Brandi Carlile, Brandy Clark, Hailey Whitters, Hillary Lindsey, Linda Perry, Lori McKenna, Ruby Amanfu)

## Successo commerciale
L'album ha debuttato alla 4ª posizione della Billboard 200 statunitense, segnando l'ottava top ten di Keys in madrepatria. Nella sua prima settimana ha totalizzato 62 000 unità di vendita, di cui 51 000 sono vendite pure, 10 000 sono stream-equivalent units risultanti da 13,6 milioni di riproduzioni in streaming dei brani e 1 000 sono track-equivalent units risultanti dalle vendite digitali delle singole tracce.
Alicia ha fatto il suo ingresso alla 12ª posizione della Official Albums Chart britannica grazie a 3 436 copie vendute, regalando alla cantante la sua settima top twenty.

## Classifiche
| Classifica (2020) | Posizione massima |
| ----------------- | ----------------- |
| Australia         | 13                |
| Austria           | 10                |
| Belgio (Fiandre)  | 5                 |
| Belgio (Vallonia) | 18                |
| Canada            | 2                 |
| Croazia           | 9                 |
| Francia           | 28                |
| Germania          | 14                |
| Irlanda           | 72                |
| Italia            | 40                |
| Lituania          | 40                |
| Nuova Zelanda     | 38                |
| Paesi Bassi       | 10                |
| Polonia           | 19                |
| Portogallo        | 9                 |
| Regno Unito       | 12                |
| Repubblica Ceca   | 73                |
| Slovacchia        | 40                |
| Spagna            | 18                |
| Stati Uniti       | 4                 |
| Svizzera          | 4                 |